# ライセンス感染

CC BY-SAとパブリックドメインを合わせた時にSA属性によりCC BY-SAが強制されるライセンス適用の例

ライセンス感染（ライセンスかんせん）は、コピーレフトなライセンスが課せられた著作物において、原著作物のライセンスがその二次的著作物にも適用されることを比喩的に表現したスラングである。コピーレフトなライセンスはGNU GPLやCC BY-SA、SIL Open Font Licenseなどがある。

## 語源
原著作物のライセンスがその二次的著作物に適用されるライセンスの性質は、感染性やウイルス性（英: viral） と俗称されることがあり、当該ライセンスが、ある著作物から二次的著作物へ、さらにその二次的著作物へと伝わることを、ウイルスに感染することに喩えたものである。またそのようなライセンスを「感染性ライセンス」「ウイルス性ライセンス（英: Viral license）」とも呼ばれる。類似のスラングに、コピーレフトの代表格であるGNU GPL由来のソースコードが何らかの理由によって他のライセンスのソフトウェアに混ざることにより、ソフトウェア全体にGNU GPLが適用されてしまうことを指して、GPL汚染（GPLおせん）というスラングも存在する。

## 実例
この用語は複次著作物に互換性のあるライセンスを要求するGNU GPLに言及する時に用いられる。この批判は「併用するソフトウェア」を「コピーレフトなソフトウェアライセンスのソフトウェア」へ変更することを強制するからである。例えば他の複数のライセンスの互換性がないソフトウェアライセンスが課せられたソフトウェアを併用した場合、全てのソフトウェアのライセンスはコピーレフトなソフトウェアライセンスに置き換えられる。
この概念は一般的にはソフトウェアの宣伝に有用なソフトウェアライセンスに関連しているが、ソフトウェアの複製品を再頒布する権利を与える二者間契約のソフトウェアとソースコードのOEM契約と比較される場合がある。しかし、この概念の制約は二者間契約に留まらずエンドユーザーとのソフトウェア利用許諾契約にまで至る。
マイクロソフトのWindows 7をネットブックへのインストールを支援するソフトウェアにGPL由来のソースコードが混ざっていたため、ソフトウェア全体のソース公開を余儀なくされた。
ソフトウェア以外のライセンス上の争いの例としては、フランスの著者ミシェル・ウエルベックが彼の小説『La Carte et Le Territoire』でウィキペディアの記事から文章を剽窃したことが発覚した際、コメンテーターは自動的にその小説全体にCC BY-SAのライセンスが課せられると言及した。

## 歴史
1990年以降、GPLv1がリリースされた約1年後から、GNU GPLに対して「General Public Virus」や「GNU Public Virus (GPV)」というような蔑称が使われ始めた。2001年には、マイクロソフトの副社長クレイグ・マンディは「GNU GPLのウイルス性はそれを用いて作られる全ての組織の知的財産権を脅迫する姿勢をとっている」述べた。他の立場では、スティーブ・バルマーはソースコードにGNU GPLを課すことは、結果として周囲のソースコードがGNU GPLとなる場合にのみ利用できるため、商業分野では役に立つことはないと宣言し、「それに触れる全ての知的財産権にそうであることを転移させる癌である」と説明した。マイクロソフトのGNU GPLへの攻撃に対し、自由ソフトウェアの提唱者と開発者たちはライセンスを擁護する共同声明を出した。

## 用語への批判
このようなライセンスへの批判に対して、コピーレフトなソフトウェアライセンスの支持者は、自発的感染や他ライセンスへの攻撃を行うようなウイルス的なものではないと主張し、その上で、ライセンスの継承という性質は、自由ソフトウェアの自由が二次著作物においても最大限に確保されるためには必要なことであると主張している。
フリーソフトウェア財団の代表のリチャード・ストールマンは、「GNU GPLの領分は接近や接触による展開ではなく、プログラムにGNU GPLのソースコードを含めた時の意図的な展開のみである。それはウイルスではなく、オリヅルラン（英: spider plant）のように展開する。」と説明している。フリーソフトウェア財団のコンプライアンスエンジニアのデビッド・ターナーは、「ウイルス性ライセンスという用語はコピーレフトの自由ソフトウェアを使用に関して誤解と恐れを作っている」と述べている。デイビット・マクゴーワンは、GNU GPLがプロプライエタリソフトウェアを自由ソフトウェアに矯正することが出来ることを信じられる理由はないが、「企業がGNU GPLソースコードを組み込んだプログラムを商業頒布することを禁止し、著作権侵害による被害を回避しようとする」ことは出来ると述べている。加えて、もし企業が「実際にGNU GPLプログラムからソースコードをコピーしたなら、そのような訴訟は極一般的な著作権の主張であり、大半の民間企業は立場を反転させてその権利の保護にまわるだろう」と述べている。

## 相互運用性
GPLのようなよく知られたコピーレフトな自由ソフトウェアライセンスは、連携先を切り替えられるコマンドラインツールの実行やウェブサーバの相互通信のように、連携が抽象的であるならばコピーレフトではないライセンスのコンポーネントとの併用を認める相互運用性に関わる条文を含んでいる。結果的に、「コピーレフトではないライセンスのソフトウェアのモジュール」が「GNU GPLのソフトウェア」と併用された場合、それらが抽象的に相互に連携するならばそれはまだ合法である。この相互運用性の許可は、ライブラリの静的リンクおよび動的リンクを含むかもしれないし、含まないかもしれない。GNU GPLはライブラリの静的リンク、動的リンクの両方で相互運用性を認めておらず、GNU LGPLは静的リンクでのみ相互運用性を認めていない。フリーソフトウェア財団は、Javaクラスライブラリ再実装であるGNU Classpathのライセンスでは、Javaクラスライブラリの連携時にGPLリンク例外は適用されないことを宣言している。
相互運用性の条文は、自由ソフトウェアの強固な強制力と厳格な解釈において、それらを統合、集約、結合する際に頻繁に実用的な執行がなされていない。コピーレフトな自由ソフトウェアのソースコードと統合、集約、結合する大半のソフトウェア形態は、コピーレフトな自由ソフトウェアとなる派生的な行為であることが望ましい主張している。しかし、ソフトウェアを開発するコミュニティや開発者はGPLとの互換性を持ちながらコピーレフトであることを強制しないライセンスの互換性のあるApache LicenseやMIT licenseなどのソフトウェアライセンスを採用することがある。

## 法的解釈
国によって異なるが、例えば日本国著作権法28条によれば、原著作物の著作権者は、二次的著作物の利用に関して、二次的著作物の著作権者が有するものと同一の種類の権利を専有するとされている。つまり、コピーレフトに限らず、他人の著作物の利用の際には、ライセンスの順守が通常付きまとうものと考えられる。
しかし、コピーレフトという考えが登場した時期はまだソフトウェア分野での法整備が不充分であり、改変プログラムの権利の範囲が不明確であったという背景があった。そのため、ソフトウェア分野では、単純に原著作者が二次著作物の著作権者が有するものと同一の種類の権利を占有するとは言い切れなかった。このような背景から生まれたコピーレフトなソフトウェアライセンスには、そのソフトウェアライセンスが二次著作物にも適用されることがライセンス条項に定められており、これらが具体的な利用許諾条項を示すものとなっている。
それに対して、コピーレフトではないライセンス、例えばMIT Licenseのソフトウェアライセンスでは、二次的著作物に同じソフトウェアライセンスを適用する必要はない。言い換えると、MIT Licenseのライセンスを採用する時点で、原著作物の著作権者が法律によって当然に有すると定められている権利の一部を放棄していることになる。その結果、ここに挙げられているようなライセンス上の問題はなくなる。